# Wolf Kampmann
Wolf Kampmann (* 19. Juni 1962 in Zwickau) ist ein deutscher Musikjournalist und Schriftsteller. Bekannt ist er unter anderem gemeinsam mit Siegfried Schmidt-Joos als Autor der vollständig überarbeiteten und erweiterten 2008er-Neuausgabe von Rowohlts Rock-Lexikon und als Autor und Herausgeber von Reclams Jazz-Lexikon.

## Leben
Kampmann war nach einem Studium der Bibliothekswissenschaft in Berlin mit dem Aufbau des Systematischen Katalogs Musik und Bildende Kunst an der Akademie der Künste der DDR betraut. Seit 1990 ist er freiberuflich als Journalist mit Schwerpunkt Musik tätig. Unter anderem war er von 1990 bis 1992 Chefredakteur des Rockmagazins NMI & Messitsch; weiterhin arbeitete er für Fachmagazine wie Musikexpress, Visions, Jazzthetik, Jazzthing, eclipsed und Tageszeitungen wie die Süddeutsche Zeitung, die Frankfurter Allgemeine Zeitung und die Jüdische Allgemeine sowie für den Hörfunk, hier vor allem für Deutschlandradio und WDR 3. Seit 2010 ist er Lehrbeauftragter für Popgeschichte und Journalismus an der Hochschule der populären Künste (hdpk) Berlin und für Jazzgeschichte am Jazz-Institut Berlin.
Seit 2015 arbeitet Kampmann mit der Band Crack of Doom zusammen, mit der er unter anderem musikalische Umsetzungen seiner Bücher inszeniert.
Anlässlich der Jazzahead wurde Kampmann 2015 mit dem „Preis für deutschen Jazzjournalismus“ geehrt.

## Werke
- Gustav, Osburg Verlag Hamburg, 2014, ISBN 978-3-95510-041-4.
- Schuhbrücke, Osburg Verlag Hamburg, 2016, ISBN 978-3-95510-102-2.
- Jazz. Eine Geschichte von 1900 bis übermorgen, Reclam-Verlag, 2016, ISBN 978-3-15-011072-0.[1]